# GO'NOVA
GO'NOVA er et radioprogram, der bliver sendt hver morgen på NOVA med værterne Mai-Britt Vingsøe, Dennis Ravn og Signe Krarup. Udsendelsen sendes alle hverdage fra klokken 6-9 og er underholdning med en blanding af populærmusik, lytterbaserede konkurrencer samt inddragelse af programmets lyttere.
Morgenshowet gik første gang i luften den 1. august 2011 med værterne Mai-Britt Vingsøe, Lars Johansson og Anders Fjelsted. Efterfølgende har programmet bestået af flere konstellationer og består på nuværende tidspunkt af Mai-Britt Vingsøe, Dennis Ravn og Signe Krarup samt producer Anna Vigen.  

## Priser og nomineringer
- 2012: Nomineret til Prix Radio - Ekstra Bladets radiopris, Den Gyldne Mikrofon [2]
- 2013: Vinder af Prix Radio - Årets morgenshow [3]
- 2014: Vinder af Ekstra Bladets radiopris, Den Gyldne Mikrofon [4]
- 2015: Vinder af Ekstra Bladets radiopris, Den Gyldne Mikrofon [4]
- 2016: Vinder af Zulu Awards 2016
- 2016: Vinder af Ekstra Bladets radiopris, Den Gyldne Mikrofon[5]
- 2017: Vinder af Zulu Awards 2017
- 2017: Vinder af Ekstra Bladets radiopris, Den Gyldne Mikrofon[6]
- 2018: Vinder af Zulu Awards 2018 - Årets lyd
- 2018: Vinder af Ekstra Bladets radiopris, Den Gyldne Mikrofon

## Morgenshowets historiske konstellationer
- August 2011: Værter Mai-Britt Vingsøe, Lars Johansson og Anders Fjelsted
- April 2013: Værter Mai-Britt Vingsøe, Dennis Ravn og Producer Kristian
- August 2013: Værter Mai-Britt Vingsøe, Dennis Ravn, Producer Kristian og Maria Josefine “JoJo” Madsen
- Juli 2016: Værter Mai-Britt Vingsøe, Dennis Ravn,  Maria Josefine “JoJo” Madsen og Signe Krarup
- September 2018: Værter Mai-Britt Vingsøe, Dennis Ravn og Signe Krarup
- Januar 2019: Værter Mai-Britt Vingsøe, Dennis Ravn, Signe Krarup, Celina Friis og producer Casper Hjorth
- Januar 2023: Værter Mai-Britt Vingsøe, Dennis Ravn, Signe Krarup og Lasse Knudsen
- Maj 2024: Værter Mai-Britt Vingsøe, Dennis Ravn og Signe Krarup samt producer Anna Vigen